# بتن خود ترمیم شونده

ترک خود ترمیم شونده

بتن خود ترمیم شونده به عنوان توانایی بتن برای رفع ترک های خود به خودی خود مشخص می شود. این نه تنها ترک ها را آب بندی می کند بلکه به طور جزئی یا کامل خواص مکانیکی عناصر سازه را بازیابی می کند. این نوع بتن به بتن خود ترمیم شونده نیز معروف است. از آنجایی که بتن در مقایسه با سایر مصالح ساختمانی از مقاومت کششی ضعیفی برخوردار است، اغلب  ترک هایی در سطح آن ایجاد می شود. این ترک ها دوام بتن را کاهش می دهند زیرا جریان مایعات و گازهایی را که ممکن است حاوی ترکیبات مضر باشند، تسهیل می کنند. اگر ریزترک ها منبسط شوند و به آرماتور برسند، نه تنها خود بتن در معرض خطر قرار می گیرد، بلکه میلگردهای فولادی تقویت کننده نیز مستعد خطر خواهند بود.   بنابراین، محدود کردن عرض ترک و تعمیر آن در سریع ترین زمان ممکن ضروری است. بتن خود ترمیم شونده نه تنها ماده را پایدارتر می کند، بلکه به افزایش عمر مفید سازه های بتنی کمک می کند و ماده را بادوام تر و دوستدار محیط زیست می کند. 
با توجه به اینکه بتن دارای ویژگی های خود ترمیمی ذاتی است خود ترمیمی یک پدیده قدیمی و شناخته شده برای آن است. ترک ها ممکن است به مرور زمان به دلیل هیدراتاسیون مداوم مواد معدنی کلینکر یا کربناته شدن هیدروکسید کلسیم بهبود یابد.  کنترل ترمیم خود به خودی دشوار است زیرا فقط می تواند ترک های کوچک را التیام بخشد و تنها زمانی موثر است که آب وجود داشته باشد. این محدودیت استفاده از آن را سخت می کند. از سوی دیگر، بتن ممکن است برای ایجاد قابلیت های خود ترمیمی برای ترک ها تغییر یابد. راه‌حل‌های زیادی برای بهبود ترمیم خودزا با افزودن مواد افزودنی مانند افزودنی‌های معدنی، افزودنی‌های کریستالی و پلیمرهای سوپرجاذب وجود دارد.  علاوه بر این، بتن را می توان به روش های خود ترمیم خودکار داخلی تغییر داد. خودترمیمی مبتنی بر کپسول ، خودترمیمی عروقی و خودترمیمی میکروبیولوژیکی رایج‌ترین انواع تکنیک‌های خودترمیمی هستند. 

## تاریخچه
رومیان باستان از نوعی ملات آهکی استفاده می کردند که مشخص شده بود خود ترمیم کننده است.  بلورهای استراتلینگیت در امتداد نواحی سطحی بتن رومی تشکیل می شوند و سنگدانه و ملات را به هم می چسبانند. این روند حتی پس از 2000 سال ادامه یافت و توسط زمین شناس ماری جکسون و همکارانش در سال 2014 کشف شد   در اوایل دهه 1990، Carolyn M. Dry با توسعه پیکربندی که آزادسازی مواد شیمیایی ترمیم کننده از الیاف قرار داده شده در یک ماتریس سیمانی را آسان تر می کند، ایجاد کرد.  از آن زمان، جامعه تحقیقاتی تکنیک های مختلفی را برای ترکیب خواص خود ترمیمی در بتن توسعه داده است. در میان سایر مواد خود ترمیم شونده، در سال های اخیر، کارهای تحقیقاتی بتن خود ترمیم شونده به دلیل کنسرسیوم های دولتی مانند SARCOS COST Action ، RM4L و SMARTINCS به طور تصاعدی در حال رشد هستند. پیش‌بینی می‌شود که بازار جهانی بتن خود ترمیم شونده با رشد CAGR 36.8 درصدی در طول دوره پیش‌بینی، با افزایش درآمد از 34.10 میلیارد دلار در سال 2021 به 562.97 میلیارد دلار در سال 2030 برسد. افزایش سرمایه گذاری در پروژه های زیرساختی در مقیاس بزرگ و افزایش همکاری بین دولت های کشورهای مختلف برای مشارکت در پروژه های زیربنایی برای اهداف بلندمدت عواملی هستند که باعث گسترش بازار می شوند. 

## ترمیم خودکار
ترمیم خودزای مواد سیمانی بر خود به خود بسته شدن ترک و متعاقباً دوام و عملکرد فیزیکی-مکانیکی کامپوزیت ها تأثیر می گذارد که یکی از دلایل اصلی افزایش عمر سازه ها و بناهای باستانی به شمار می رود. خودترمیمی در کامپوزیت های مبتنی بر سیمان برای اولین بار توسط آکادمی علوم فرانسه در سال 1836 مورد توجه قرار گرفت، زمانی که ترک ها در لوله ها، سازه های نگهدارنده آب و غیره خود به خود ترمیم شدند.  تحقیقات نظری و تجربی قابل توجهی در دهه 1900 نشان داد که فرآیندهای خودترمیمی خودزا عمدتاً به فرآیندهای فیزیکی، مکانیکی و شیمیایی در داخل ماتریس سیمانی مرتبط هستند که در این طرح نشان داده شده است. در طول به اصطلاح "توسعه کریستال کنترل شده از سطح" که هنگام ایجاد ترک رخ می دهد، یون های کلسیم بلافاصله از سطوح شکستگی قابل دسترسی هستند و رشد کریستال سریع تر می شود. پس از تشکیل یک لایه اولیه از کلسیت بر روی دیواره‌های ترک و غنی‌تر شدن لایه بتن اطراف از یون‌های کلسیم، انتقال به اصطلاح "رشد کریستالی کنترل‌شده با انتشار" رخ می‌دهد، به این معنی که باید برای رسیدن به سطح ترک و ایجاد اطمینان از بارش محصولات بهبودی یون‌های Ca 2+ از میان بتن، و لایه CaCO 3  نفوذ کنند. واضح است که فاز دوم بسیار کندتر از مرحله اول است. در مورد سیمان کامپوزیت، از جمله افزودنی های پوزولانی ، بخشی از هیدروکسید کلسیم ، که به عنوان منبع اولیه یون های Ca2+ شناخته شده است، در واکنش پوزولانی خاص برای تشکیل CSH استفاده می شود. در نتیجه منجر به رسوب دیرتر و ضعیف‌تر کربنات کلسیم می‌شود . سایر مکانیسم‌های جزئی نشان‌داده‌شده در طرح شامل موارد فوق است. تورم خمیر سیمان هیدراته در امتداد دیواره‌های ترک به دلیل جذب آب توسط هیدرات‌های سیلیکات کلسیم و انسداد مکانیکی ترک با استفاده از آوار و ذرات ریز بتن که نتایج مستقیم فرآیند ترک‌خوردگی یا در نتیجه ناخالصی های موجود در آب که وارد شکاف می شوند، هستند.  مکانیسم‌های ترمیم خودکار فقط برای ترک‌های کوچک مؤثر هستند، اگرچه طیف گسترده‌ای از حداکثر عرض برای ترک‌های قابل ترمیم وجود دارد: 10-10 میکرومتر، گاهی اوقات تا 200 میکرومتر اما کمتر از 300 میکرومتر، فقط در حضور آب.  کنترل و پیش‌بینی آن‌ها به دلیل نتایج اغلب پراکنده و وابستگی آنها به تعدادی از عوامل و متغیرها چالش برانگیز است. 1) قدمت و ترکیب خود بتن ، 2) وجود آب، و 3) ضخامت و فرم شکستگی بتن تاثیرگذارترین عناصر هستند. 

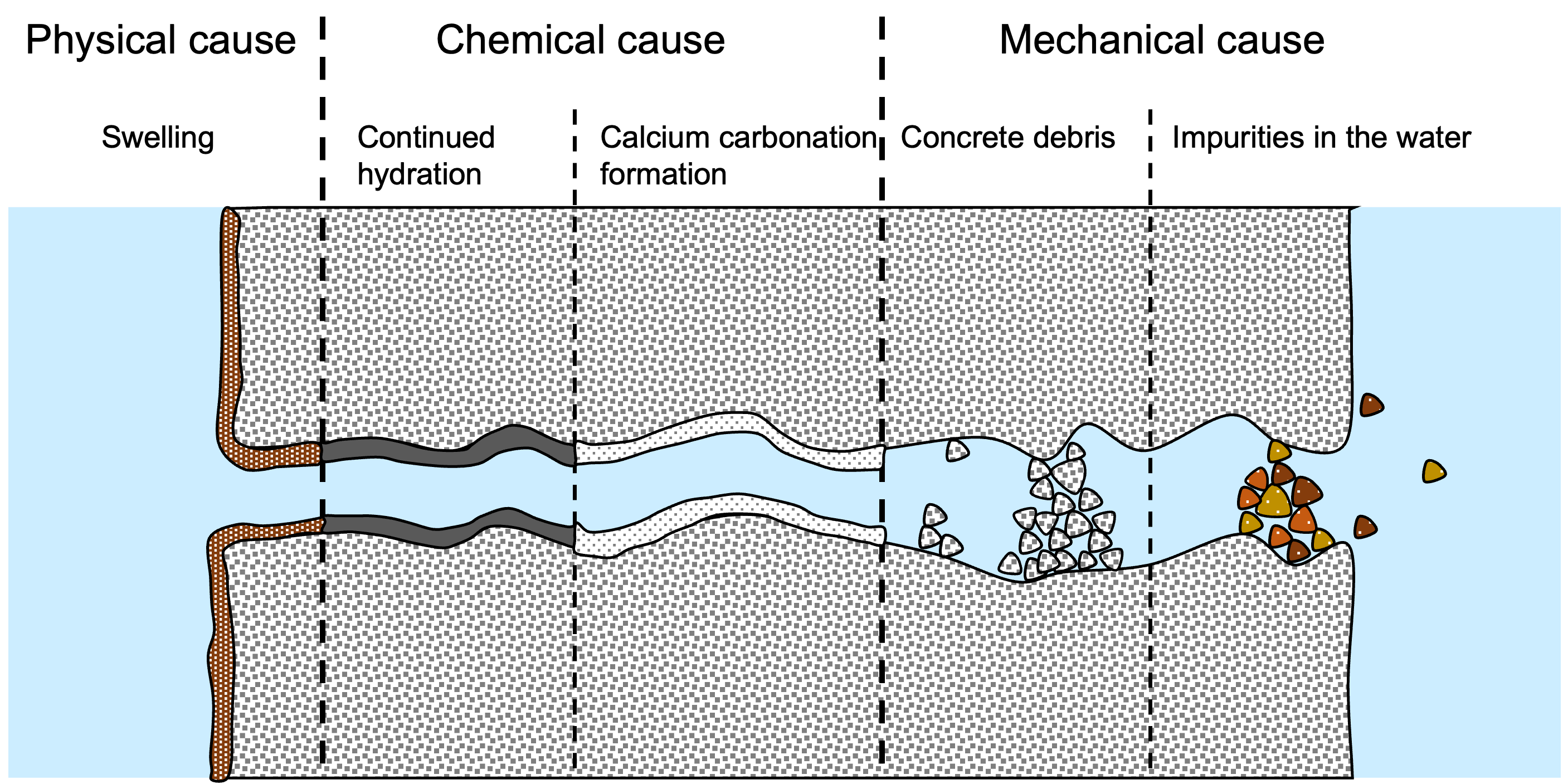
مکانیسم خودترمیمی

## ترمیم خودزای تحریک شده
هنگامی که عرض ترک محدود می شود، ترمیم خودکار موفقیت آمیزتر است.  وجود آب نیز عنصر مهمی است. همچنین تحریک هیدراتاسیون یا کریستالیزاسیون مداوم باعث بهبود خود ترمیمی می شود. بنابراین، روش‌هایی که عرض ترک را محدود می‌کنند، آب را تامین می‌کنند، یا هیدراتاسیون یا کریستالیزاسیون را تقویت می‌کنند، به عنوان تقویت یا افزایش ترمیم خودزا طبقه‌بندی می‌شوند. 

### استفاده از افزودنی های معدنی
بیشتر تحقیقات در مورد اثرات افزودن مواد معدنی بر خود ترمیمی بر روی سرباره کوره بلند و خاکستر بادی انجام شده است. هیدراتاسیون مداوم باعث بهبودی خودزا می شود زیرا بخش های عمده ای از این افزودنی ها حتی در سنین بالاتر بدون آب باقی می مانند. واکنش پوزولانی که مخصوص افزودنی های سیلیسی و/یا آلومینیومی ( خاکستر بادی ، سرباره کوره بلند ، دوده سیلیس ، خاک رس کلسینه و غیره) در سیمان کامپوزیت است، می تواند هیدراتاسیون مداوم دانه های سیمان را بر حسب توسعه CSH و در نتیجه درجه خاصی از خودترمیمی از نظر طولانی مدت تقویت کند. 

### استفاده از مواد افزودنی کریستالی
عبارت "افزودنی های کریستالی" برچسبی است که لزوماً عملکرد یا ساختار مولکولی را نشان نمی دهد زیرا از کالاهای در دسترس تجاری که اغلب اجزای آنها مشخص نیستند ناشی شده است. عملاً، افزودنی‌های کریستالی تجاری را می‌توان از مواد سیمانی تکمیلی (SCM) با دوزشان متمایز کرد، معمولاً 1٪ وزن سیمان برای افزودنی‌های کریستالی و بیش از 5٪ برای SCMs است. افزودنی های کریستالی (CA) به عنوان یک نوع منحصر به فرد از افزودنی های کاهش دهنده نفوذپذیری طبقه بندی می شوند. مقوله افزودنی های کاهش دهنده نفوذپذیری شامل انواع مختلفی از مواد است که ممکن است با اصطلاح کلی "افزودنی های کریستالی" نیز به آن ها اشاره شود. علاوه بر این، اکثر محصولات تجاری شامل مواد تشکیل دهنده اختصاصی هستند و فرمولاسیون آنها مخفی نگه داشته می شود. با این حال، به طور کلی، CA ها محصولات بسیار آبدوست هستند که توسط "مواد شیمیایی فعال" ایجاد شده و اغلب با سیمان و ماسه مخلوط می شوند. آن ها در حضور آب واکنش نشان می دهند و رسوبات مسدود کننده در آب ترک نامحلول ایجاد می کنند که چگالی CSH و مقاومت در برابر نفوذ آب را بیش تر می کند.  نشان داده شده است که CAها کیفیت مکانیکی بتن را هنگامی که در 3%، 5% و 7% محتوای سیمان در معرض رطوبت استفاده می‌شوند، افزایش می‌دهند. با این حال، درصدهای ذکر شده ممکن است برای افزودن نسبتاً بالا باشد.

### استفاده از پلیمرهای سوپرجاذب

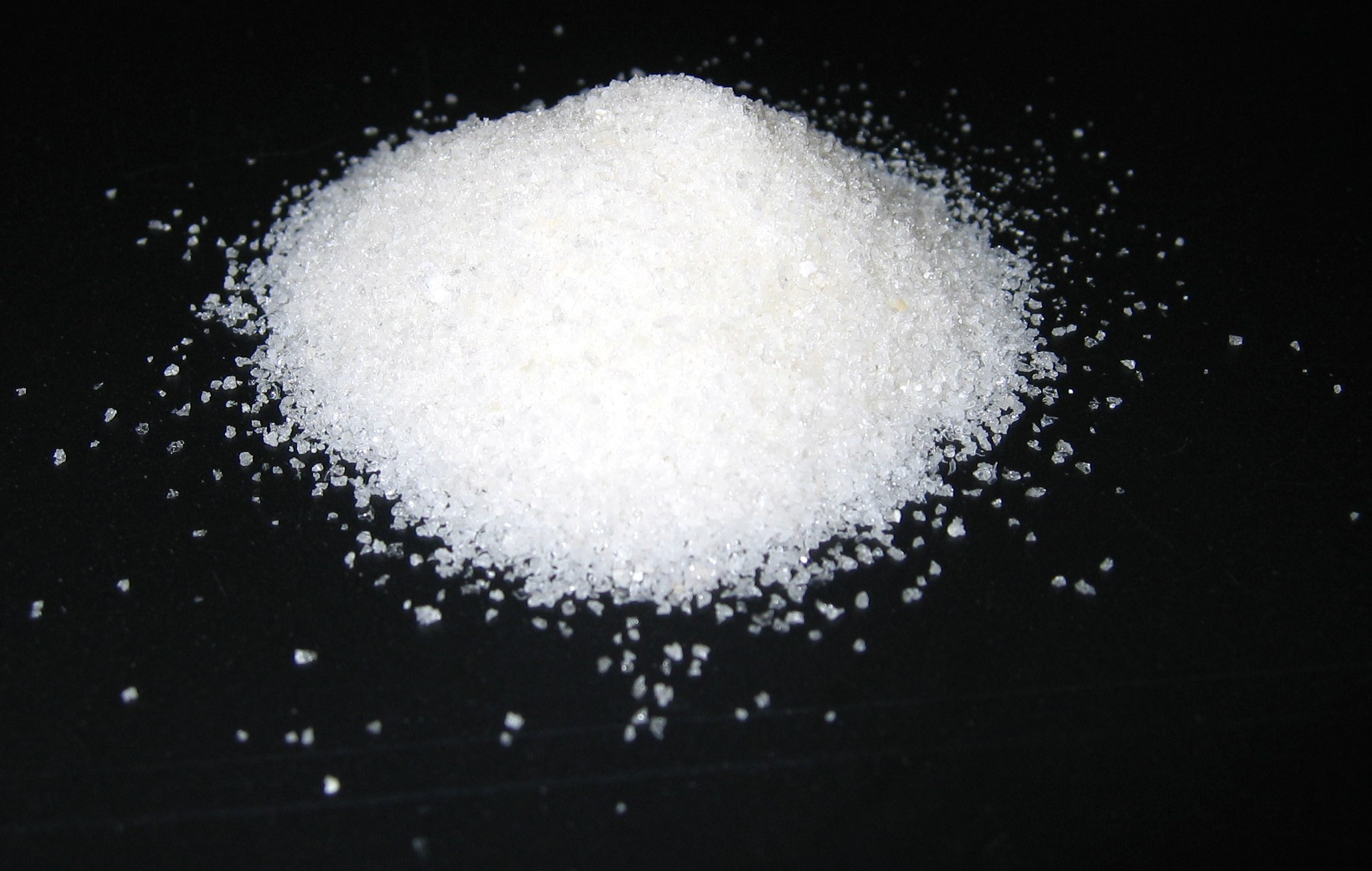
پلیمر سوپرجاذب

پلیمرهای سوپرجاذب ، هموپلیمرها یا کوپلیمرهای سه بعدی طبیعی یا مصنوعی هستند که قابلیت جذب سیال بالا را دارند. ظرفیت تورم بسته به نوع مونومرها و چگالی اتصال متقابل آن ها متفاوت است و ممکن است به 1000 گرم در گرم برسد. حداکثر تورم ناشی از تعادل بین فشار اسمزی است که مربوط به حضور گروه‌های باردار الکتریکی و نیروهای کششی ماتریس پلیمری است. علاوه بر این، از آنجایی که فشار اسمزی به غلظت یون ها در محلول آبی مربوط می شود، قدرت یونی محیط متورم شده به طور قابل ملاحظه ای بر رفتار جذب تأثیر می گذارد. گذشته از چندین حوزه کاربردی (به عنوان مثال، بخش بهداشتی و زیست پزشکی، بخش کشاورزی) که در آن SAP ها در حال حاضر مورد استفاده قرار می گیرند، تحقیقات بیشتری بر روی استفاده از SAP ها در ملات/بتن متمرکز شده است. به منظور محدود کردن انقباض خودخشکی در طول سخت شدن، SAPها به عنوان یک عامل پخت داخلی در سیستم‌های سیمانی با نسبت آب به اتصال کم اضافه شدند. علاوه بر کاهش انقباض خود ساخته، SAPها ممکن است به مواد سیمانی اضافه شوند تا مقاومت در برابر یخ زدگی-ذوب را افزایش دهند و خواص خودآببندی و خود ترمیم شوندگی را القا کنند. در دومین مورد، گنجاندن SAPها اهداف بسیاری را برآورده می کند. 
- SAPها آب را در طول اختلاط بتن جذب می‌کنند و با سخت شدن ماتریس منقبض می‌شوند. آن ها ابتدا درشت منافذ را از خود به جای می‌گذارند . [۱۲] این درشت منافذ به عنوان محل های ماتریس ضعیف عمل می کنند و باعث جذب ترک های متعدد به سمت  خود می شوند. هر دو روش با اجازه دادن به ترک ها برای عبور از ماکرو منافذ SAP و ایجاد ترک های باریک تر، بسته شدن ترک را ترویج می کنند. با این حال، این درشت منافذ ممکن است مسئول کاهش قدرت باشند، اما همیشه اینطور نیست، زیرا SAP ها همچنین می توانند به عنوان یک عامل ترمیمی داخلی عمل کنند و هیدراتاسیون بیشتری را، همانطور که قبلا اشاره شد، هدایت کنند. همه اینها به نوع SAP مورد استفاده، اندازه و شکل ذرات، تعداد SAPها، نسبت w/c مخلوط، افزودن آب برای جبران از دست دادن کارایی، و تکنیک اختلاط و موارد دیگر بستگی دارد. [۱۳]

## خودترمیمی مستقل
خودترمیمی مستقل به ادغام اصلاحات مهندسی غیر معمول در ماتریس برای ایجاد یک عملکرد خودترمیمی بستگی دارد. کپسوله‌سازی مدت‌هاست که روش مورد علاقه برای رساندن مستقیم عوامل ترمیم کننده به ترک‌ها بوده و امکان ترمیم در محل را فراهم می‌کند. در کپسوله کردن ترکیبات ترمیم کننده، دو رویکرد وجود دارد: گسسته و پیوسته. مکانیسم مورد استفاده برای ذخیره عامل ترمیم تمایز کلیدی است که میزان آسیب قابل ترمیم، تکرارپذیری بهبود و نرخ بهبودی را برای هر استراتژی تعیین می کند. با این حال، چندین عنصر باید در طراحی یک سیستم خود ترمیمی مبتنی بر کپسول، از ایجاد سیستم کپسول تا یکپارچه‌سازی، مشخص‌سازی مکانیکی، تحریک و ارزیابی بهبود مورد توجه قرار گیرند. 

### میکرو کپسولاسیون
ریزپوشانی (قطر < 1 میلی متر) یک فناوری محبوب برای تولید اجزای خود ترمیم شونده خودمختار برای سیستم های سیمانی است که از مطالعه پیشگام White et al الهام گرفته است. میکروکپسول ها مستقیما در ماتریس و پس از ایجاد ترک و آزاد کردن هسته در حجم ترک گنجانده شدند.  سپس ماده تخلیه شده با یک کاتالیزور توزیع شده در ماتریس واکنش می دهد تا ترک را بهبود بخشد. در موارد متعدد، اثبات مفهوم ترمیم مبتنی بر میکروکپسول در بتن انجام شده است. تحقیقات اخیر کپسول‌ها به تاکید بر استفاده از سیستم‌های چسبنده دو جزئی ادامه داده است که مستلزم تعبیه همزمان کاتالیزور در ماتریس برای فعال‌سازی و سخت‌شدن می باشد. وانگ و همکارانش نسبت کاتالیزور 0.5 به میکروکپسول را توصیه می کنند، اگرچه دیگران نسبت 1.3 کاتالیزور به میکروکپسول را برای تضمین فعال شدن اپوکسی محصور شده پیشنهاد کرده اند.   با این حال، پایداری طولانی مدت عوامل آلی ترمیم کننده واکنش در ماتریس سیمانی بسیار قلیایی و عملکرد طولانی مدت آنها نامشخص است. با این حال، تحقیقات نوظهور، سازگاری و پیوند با بستر معدنی ماتریکس سیمانی را ارتقا می‌دهد و به سمت کپسولی حرکت می‌کند که ممکن است چنین محصولات ترمیم کننده را ارائه دهد. این ها عبارتند از هاگ های باکتری محصور شده و محموله های معدنی مانند سیلیس کلوئیدی و سیلیکات سدیم . اولی ممکن است رسوب کربنات را افزایش دهد، در حالی که دومی می تواند هیدروکسید کلسیم را به یک ژل CSH مطلوب تر تبدیل کند.  

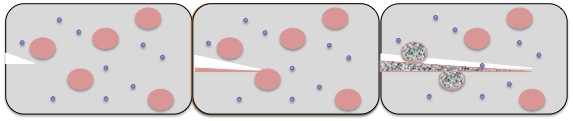
تکنیک خود ترمیمی میکروکپسول

### ماکرو کپسوله سازی
Dry یکی از تحقیقات اولیه را با استفاده از کپسولاسیون ماکرو انجام داد و برای بهبود ترک های بتن الیاف پلی پروپیلن و شیشه را با هسته متیل متاکریلات تک یا چند جزئی  پیشنهاد کرد.  انتخاب الیاف با ترکیبی از تقویت مکانیکی، آب‌بندی ترک و روش مقرون‌ به‌ صرفه‌سازی انجام شد. همچنین، این روش نسبت به میکروکپسول‌های کاشته‌شده ترجیح داده می‌شود، زیرا مزیت حفظ مقدار بیشتری از عامل ترمیم کننده و امکان بسیاری از ترمیم ها را به همراه دارد. هدف نهایی جلوگیری از خراب شدن چسب در طول زمان بود. انتشار عامل ترمیم کننده با ایجاد ترک هایی که منجر به از بین رفتن الیاف شکننده کاشته شده می شد، آغاز شد.
دمای پایین تر پردازش و توانایی ادغام مراحل اکستروژن، پر کردن و آب بندی، ساخت کپسول های پلیمری را به طور بالقوه ساده تر می کند. در مورد کپسول های استوانه ای، قطرها از 0.8 تا 5 میلی متر متغیر است به طوری که نیروی مویرگی جذب کننده ترک و نیروی گرانشی روی جرم سیال برای غلبه بر نیروی مقاومت مویرگی کپسول های استوانه ای و نیروهای فشار منفی ناشی از انتهای آب بندی شده کافی باشد. به عبارت دیگر، عرض ترک ماتریس باید کمتر از قطر داخلی کپسول باشد. 

### ترمیم عروقی
مفهوم ترمیم عروقی در بتن از یک رویکرد بیومیمتیک برای خود ترمیمی استفاده می کند. سیستم قلبی عروقی انسان که خون را در سراسر بدن هدایت می کند و سیستم بافت آوندی گیاهی که غذا، آب و مواد معدنی را از طریق شبکه آوند چوبی و آوند آبکش منتقل می کند، نمونه هایی از سیستم های شبکه عروقی هستند. به طور مشابه، شبکه های عروقی در بتن ممکن است مواد شیمیایی ترمیم کننده مایع را به مناطق آسیب دیده منتقل کنند. از نظر تئوری زمانی که این ماده ترمیم کننده از منبع خارجی تهیه شود، هیچ محدودیتی برای مقدار مواد آسیب دیده که ممکن است بهبود یابند وجود ندارد. کارهای اولیه درای شامل تعبیه کانال های شیشه ای بلند و نازک در بتن بود.  این مکانیسم خودترمیمی در نهایت گسترده تر شد و در یک عرشه پل نمونه استفاده شد.  دشواری ریخته‌گری بتن با این مواد بسیار شکننده یکی از معایبی بود که مانع استفاده گسترده از این روش شد.
مزیت قابل توجه تکنیک عروقی نسبت به روش کپسولاسیون این است که عامل ترمیم کننده ممکن است به طور مداوم تجویز شود.  در واقع، برای التیام انواع آسیب های بتن ممکن است عوامل ترمیم کننده مختلف در دوره های متفاوت استفاده شوند. علاوه بر این، عامل ترمیم کننده ممکن است تحت فشار برای تضمین رسیدن به مناطق آسیب دیده مورد نظر، مشابه مفهوم تزریق اپوکسی برای رفع شکستگی‌های بتن، تحویل داده شود. در بتن انواع مختلفی از شبکه های عروقی اجرا شده است. ساده ترین نسخه شامل یک کانال 1 بعدی است که هر دو انتهای آن از سطح بتن قابل دسترسی است. شبکه های پیچیده کانال دو و سه بعدی در بتن توسعه داده شده اند تا مسیرهای مختلف و جایگزینی را برای انتقال عوامل ترمیم کننده به مناطق آسیب دیده ارائه دهند. با استفاده از گره های اتصال چند جریانی در داخل شبکه، از این اشکال پیچیده نیز استفاده شده است. 

### بتن زیستی خود ترمیم شونده
تشکیل کربنات کلسیم به عنوان محصول جانبی فعالیت میکروبی یک روش اضافی برای "مهندسی" توانایی خود ترمیمی بتن است. این روش پتانسیل ترمیم ترک فعال و طولانی مدت را دارد و در عین حال یک تکنیک بالقوه مفید برای محیط زیست است. کربنات کلسیم (CaCO 3 ) که اغلب به عنوان سنگ آهک شناخته می شود، دارای قابلیت اتصال موثر و سازگار با فرمولاسیون بتن فعلی است. در نتیجه کربناته شدن مواد معدنی هیدروکسید کلسیم (پورتلندیت) موجود، کربنات کلسیم ممکن است در طرح مخلوط بتن گنجانده شوند یا به صورت شیمیایی در داخل ماتریس بتن ایجاد شوند. سنگ آهک تولید شده در داخل ماتریس بتن ممکن است با پر کردن منافذ منجر به متراکم شدن ماتریس  شود و می تواند به خود ترمیمی ترک کمک کند، نفوذپذیری (آب) آن را کاهش دهد و در نتیجه استحکام از دست رفته را بازیابی کند. اگر شرایط مساعد باشد، بیشتر باکتری ها می توانند باعث رسوب CaCO3 در محلول شوند.  با این حال، کربناتوژنز باکتری ها به دنبال مسیرهای متابولیکی مشخص برای رسوب CaCO 3 باکتریایی متفاوت است. علاوه بر این، بسیاری از متغیرهای بیرونی بر راندمان رسوب دادن تأثیر می‌گذارند و باعث می‌شوند که سویه باکتریایی یکسان مقادیر متفاوتی کربنات تولید کند. این احتمال وجود دارد که در یک محیط مرطوب و خشک، بهبود سریعتر اتفاق بیفتد.  علاوه بر این، تنظیم عرض ترک برای دستیابی به بهبود سریعتر و موثرتر از طریق فعالیت بیولوژیکی بسیار مهم است. 

## بتن رومی
بتن رومی که به آن opus caementicium نیز گفته می‌شود در ساخت و ساز در روم باستان مورد  استفاده قرار می‌گرفت. بتن رومی مانند معادل امروزی خود بر پایه سیمان گیربافت هیدرولیکی که به سنگدانه اضافه شده است، ساخته می‌شد.
بسیاری از سازه‌ها و ساختمان‌هایی  که امروزه نیز پابرجا هستند، مثل پل‌ها، آب انبارها و قنات‌ها، با این مصالح ساخته شده‌اند. که نشان‌دهنده تطبیق پذیری و  دوام آن می‌باشد. برای افزایش استحکام آن گاهی اوقات با خاکستر پوزولانی  ترکیب می‌شد( در جایی که در دسترس بود به ویژه در خلیج ناپل ).  افزودن خاکستر به ترکیب از گسترش ترک ها جلوگیری می‌کرد. تحقیقات اخیر نشان داده است که ترکیب کردن مخلوط‌هایی از انواع مختلف آهک سبب تشکیل «کلاست‌های» کنگلومرا شده و به بتن اجازه می‌دهد تا ترک‌ها را  به صورت خود_ترمیم ترمیم کند.  
حدودا از 150 سال پیش از میلاد مسیح  بتن رومی فراگیر شد و مورد استفاده گسترده قرار گرفت.  برخی از محققان معتقدند که بتن رومی یک قرن قبل از این توسعه یافته است. 
بتن رومی بیشتر در ترکیب با روکش‌ها و سایر تکیه‌گاه‌ها استفاده می‌شد،  و فضای داخلی بیشتر با گچ بری ، نقاشی های دیواری یا سنگ مرمر رنگی تزئین می‌گردید. تحولات ابتکاری بیشتر در مواد، بخشی از اصطلاحا انقلاب بتن ، به اشکال ساختاری پیچیده کمک کرد. برجسته ترین نمونه از این آثار گنبد پانتئون ، بزرگترین و قدیمی ترین گنبد بتنی غیر مسلح جهان است. 
تفاوت بتن رومی با بتن مدرن در این است که در بتن رومی سنگدانه‌ها اغلب شامل اجزای بزرگتر هستند. از این رو، به جای ریختن آن، در مکان مورد نظر گذاشته می‌شد.  بتن های رومی، مانند هر بتن هیدرولیکی، معمولاً قادر به بسته شدن و گرفتن در زیر آب بودند که  این ویژگی برای پل ها و سایر ساخت و سازهای کنار آب مفید بود.

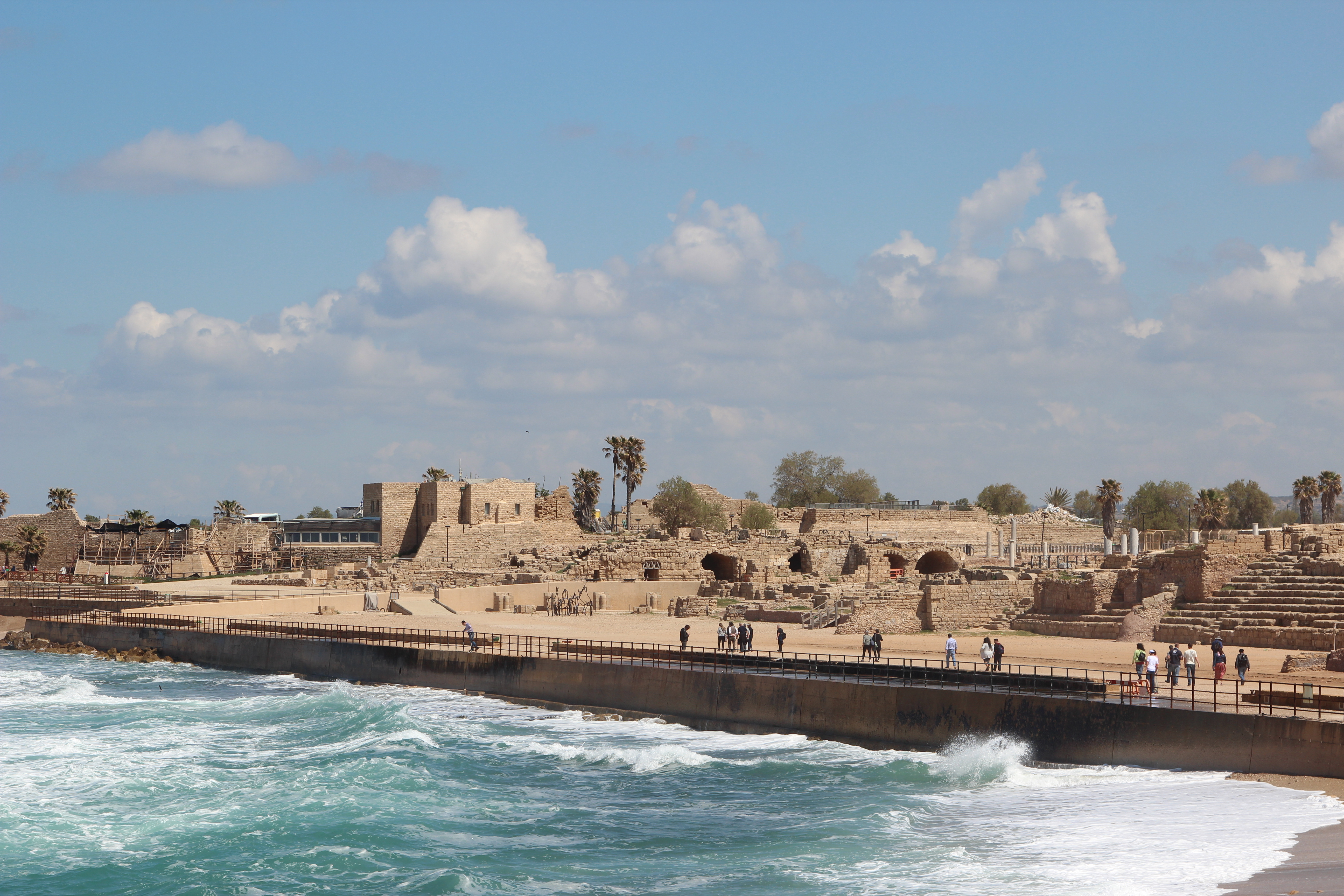
بندر سزاریا : نمونه ای از فناوری بتن رومی زیر آب در مقیاس بزرگ

### ارجاعات تاریخی
ویتروویوس در حدود 25 سال قبل از میلاد کتاب خود ده کتاب خود در مورد معماری را نوشت،  و در این کتاب انواع مواد مناسب برای تهیه ملات آهک را متمایز کرد. برای ملات های سازه ای، او پوزولانا ( pulvis puteolanus به زبان لاتین)را توصیه کرد، شن‌های آتشفشانی از بسترهای Pozzuoli، که رنگی قهوه ای مایل به زرد-مایل به خاکستری در آن مناطق نزدیک به ناپل، و قرمز مایل به قهوه‌ای در نزدیکی رم می‌باشد. Vitruvius نسبت 1 قسمت آهک به 3 قسمت پوزولانا را برای ملات مورد استفاده در ساختمان‌ها و نیز نسبت 1 قسمت آهک به 2 قسمت پوزولانا را برای کارهای زیر آب مشخص کرده است.  
رومی ها برای اولین بار  بتن هیدرولیک را قبل از پایان قرن دوم قبل از میلادی مسیح ، در سازه‌های زیر آب ساحلی احتمالاً در بندرهای اطراف Baiae  به کار برده اند.  بندر قیصریه  (22-15 قبل از میلاد) نمونه ای از کاربرد فناوری بتن رومی زیر آب در مقیاس بزرگ است،  که برای ساخت آن مقادیر زیادی پوزولانا از پوتئولی وارد شد. 
رای بازسازی شهر رم، که پس از آتش سوزی در سال 64 بعد از میلاد قسمت‌های زیادی از این شهر ویران شد، آیین نامه ساختمانی جدید نرون عمدتاً استفاده از بتن آجری را مطرح کرد. به نظر می‌آید که این امر سبب تشویق توسعه صنایع آجر و بتن شده است. 

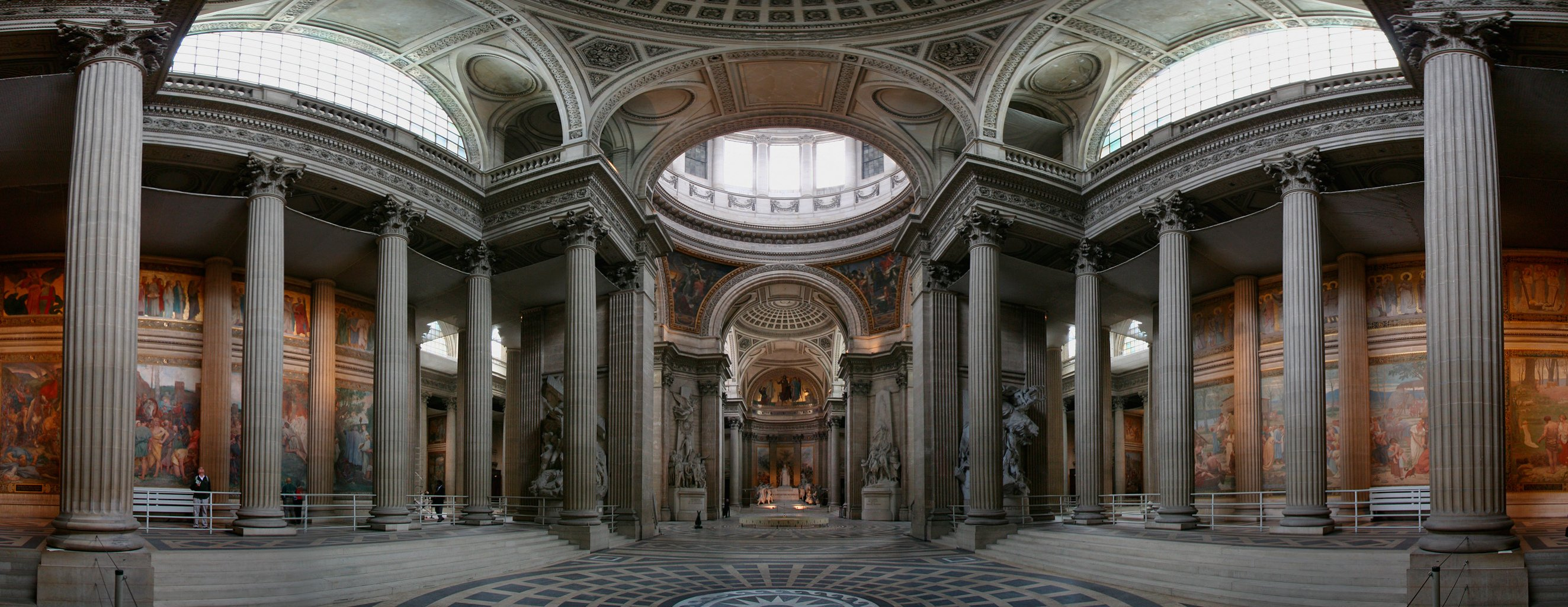
پانتئون در رم نمونه ای از ساخت بتن رومی است.

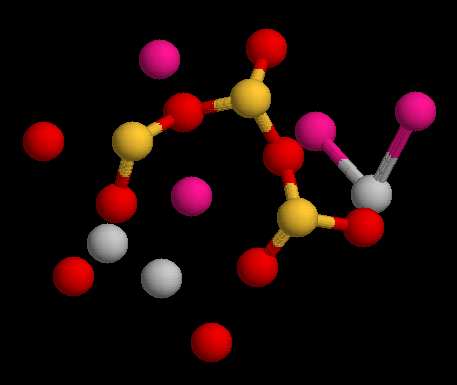
ساختار کریستالی توبرموریت : سلول واحد ابتدایی

### خواص مواد
بتن رومی نیز همانند هر بتن دیگری از یک سنگدانه ، ملات هیدرولیک و یک چسب مخلوط شده با آب که به مرور زمان سخت می شود، تشکیل شده است. ترکیب سنگدانه ها گوناگون بوده و شامل قطعات سنگ، کاشی سرامیک ، آهک و قلوه سنگ از بقایای ساختمان های قبلی تخریب شده بود. در رم، توف یه دلیل در دسترس بودن، اغلب به عنوان سنگدانه مورد  استفاده واقع می شد. 
گچ و آهک زنده (کلسیم اکسید)به عنوان ماده چسباننده استفاده می شد.  استفاده از گرد و غبارهای آتشفشانی که پوزولانا یا "شن گودال" نامیده می‌شوند، از جایی که می‌توانستند به دست بیاورند، مطلوب ومورد علاقه بوده است. پوزولانا بتن را نسبت به بتن امروزی در برابر آب نمک مقاوم تر می سازد.  ملات دارای پوزولانا  محتوی درصد بالایی از آلومینا و سیلیس بود.
پژوهش‌های اخیر (2023) نشان داده است که کلاست‌های آهک، که پیشتر نشانه‌ای از تکنیک ضعیف کلوخه شدن در نظر گرفته می‌شد، با نفوذ آب به هر شکافی واکنش نشان می‌دهند. این واکنش سبب تولید کلسیم واکنشی می‌شود که به کریستال‌های کربنات کلسیم جدید اجازه می‌دهد تا شکاف‌ها را تشکیل دهند و دوباره ببندند.  کلاسه‌های آهک دارای ساختاری شکننده‌ هستند که به احتمال زیاد در روش «اختلاط داغ» با آهک زنده به جای آهک خشک شده سنتی ایجاد شده است، که در نتیجه‌ی آن ترک‌ها ترجیحاً در میان کلاسه‌های آهک حرکت می‌کنند، فلذا به طور بالقوه نقش مهمی در مکانیسم خود ترمیمی دارند. . 
بتن، و به ویژه ملات هیدرولیکی مسبب چسبندگی آن، نوعی سرامیک ساختاری است که کاربرد آن عمدتاً از شکل پذیری رئولوژیکیاش در حالت خمیری نشات می گیرد. گیرش و سخت شدن سیمان‌های هیدرولیک حاصل از هیدراتاسیون مواد و در پی آن  برهمکنش شیمیایی و فیزیکی این محصولات هیدراتاسیون است. این تنظیمات ملات‌های آهکی که رایج‌ترین سیمان‌ جهان در دوره‌ی پیش از روم بودند، متفاوت بود.بتن رومی پس از گیرش و سخت شدن،  خاصیت پلاستیکی کمی از خود نشان داد، اگرچه مقاومت خاصی را در برابر تنش های کششی حفظ کرد.
گیرش و سخت شدن سیمان پوزولانی شباهت زیادی با گیرش و سخت شدن سیمان پرتلند مدرن دارد. ترکیب سیلیس بالا سیمان پوزولانای رومی بسیار نزدیک به سیمان مدرن است که سرباره کوره بلند، خاکستر بادی یا دود سیلیس به آن اضافه گشته است.
استحکام و طول عمر بتن رومی دریایی از واکنش آب دریا با مخلوطی از خاکستر آتشفشانی و آهک زنده برای ایجاد کریستالی کمیاب به نام توبرموریت  که ممکن است در برابر شکستگی مقاومت کند، بهره می‌گرفت. زمانی که آب دریا درون شکاف های ریز بتن رومی نفوذ می‌کند، با فیلیپسیت  که به طور طبیعی در سنگ های آتشفشانی یافت می شود، واکنش نشان می‌دهد و در نتیجه این واکنش، کریستال‌های آلومینی توبرموریت ایجاد می شود. نتیجه این فرآیند کاندید شدن بتن رومی ببه عنوان "بادوام ترین مصالح ساختمانی در تاریخ بشر" است.در مقابل این ویژگی بتن رومی، بتن مدرنی که در معرض آب شور قرار می گیرد در طی چند دهه خراب می شود.   
بتن رومی یکار رفته در مقبره Caecilia Metella گونه ای دیگری با پتاسیم بالا است که باعث ایجاد تغییراتی می شود که "مناطق سطحی را تقویت می کند و به طور بالقوه به بهبود عملکرد مکانیکی کمک می کند". 

### فناوری لرزه نگاری
برای محیطی مانند شبه جزیره ایتالیا که مستعد وقوع زلزله می باشد، وقفه در کار و ساخت و سازهای داخلی درون دیوارها و گنبدها ناپیوستگی در توده بتنی ایجاد کردند.قسمت‌هایی از ساختمان می‌توانند زمانی که زمین برای تحمل چنین تنش‌هایی حرکت می‌کند مقدار کمی جابه‌جا شده و استحکام کلی سازه را افزایش دهند. به همین دلیل آجر و بتن  به کار رفته انعطاف پذیر بودند. امکان دارد که دقیقاً به همین علت باشد که با وجود اینکه بسیاری از ساختمان‌ها به دلایل مختلف دچار ترک خوردگی شدید شده‌اند، اما تا به امروز همچنان پابرجا هستند.  
فناوری دیگری که برای بهبود مقاومت و پایداری بتن به کار برده می شد، درجه بندی کردن آن در گنبدها بود. برای مثال می توان به پانتئون اشاره کرد که در آن سنگدانه های ناحیه گنبد بالایی از لایه های متناوب توف سبک و پوکه تشکیل شده است که بتنی با چگالی ۱٬۳۵۰ کیلوگرم بر متر مکعب (۸۴ پوند بر فوت مکعب) می‌باشد . در پی سازه سنگدانه از سنگ تراورتن به ّکار رفته است که چگالی بسیار بالاتری معادل ۲٬۲۰۰ کیلوگرم بر متر مکعب (۱۴۰ پوند بر فوت مکعب) دارد .  

### استفاده مدرن
مطالعات علمی بر روی بتن رومی از سال 2010 توجه رسانه ها و صنعت را به خود جلب کرده است.  به علت دوام غیرمعمول بتن رومی ، طول عمر و کاهش ردپای محیطی آن، شرکت‌ها و شهرداری‌ها شروع به کشف استفاده از بتن سبک رومی در آمریکای شمالی کرده اند. این کار شامل جایگزین کردن خاکستر آتشفشانی با خاکستر بادی زغال سنگ است که خواصی مشابه دارد. طرفداران استفاده از این روش می گویند که بتن ساخته شده با خاکستر بادی می تواند تا 60 درصد هزینه کمتری داشته باشد چرا که به سیمان کمتری احتیاج دارد. همچنین به دلیل دمای پخت کمتر و طول عمر بسیار بیشتر، ردپای محیطی کاهش می‌یابد.  نمونه‌های قابل استفاده از بتن رومی که در معرض محیط‌های خشن دریایی قرار گرفته‌اند،قدمت 2000 ساله دارند و دارای سایش کم یا بدون سایش هستند. 
در سال 2013، دانشگاه کالیفرنیا برکلی مقاله ای منتشر کرد که مکانیسمی را برای نخستین بار توضیح می‌دهد که با استفاده از آن ترکیب پایدار کلسیم، آلومینیوم، سیلیکات، مواد را به یکدیگر متصل می کند.  همچنین در طول پروسه تولید آن، کربن دی اکسید کمتری نسبت به هر فرآیند تولید بتن مدرن در جو منتشر میگردد.  از معایب آن می توان به زمان بیشتر برای برای خشک شدن و مقاومت مقداری کمتر نسبت به بتن مدرن، علیرغم دوام بیشتر آن ، اشاره نمود. تصادفی نیست که ضخامت دیوارهای ساختمان‌های رومی از دیوارهای ساختمان های مدرن بیشتر هستند. با وجود این، بتن رومی چندین دهه پس از اتمام ساخت و ساز همچنان در حال افزایش استحکام خود بود، که این موصوع در مورد بتن های مدرن صادق نیست. 

## همچنین ببینید
- Living building material
- Self-healing material
- Smart material